# Фьюрригал, Дэниэл
Дэниэл Грегори Фьюрригал (англ. Daniel Feuerriegel; род. 29 октября 1981; Сидней) — австралийский актёр, известный по роли Агрона в телесериале «Спартак: Кровь и песок», «Спартак: Война проклятых» и «Спартак: Месть», производства Starz. Карьеру киноёктера начал в 2005 году, снявшись в короткометражном фильме Boys Grammar.

## Биография
Дэниэл Фьюрригал родился в 1981 году в Сиднее. 
В 1998 году Фьюрригал окончил колледж «Вилланова», расположенный в пригороде Брисбена Квинсленде. Изучал актёрское мастерство в Университете Квинсленда, который окончил в 2002 году.
Родился с врождённым пороком сердца, и в 17 лет ему сделали операцию по имплантированию кардиостимулятора в левую часть груди. Последняя операция прошла 5 лет назад.